# 洲崎西のディスコグラフィ
洲崎西のディスコグラフィ（すざきにしのディスコグラフィ）では、洲崎西の関連CDについて記述する。発売元はシーサイド・コミュニケーションズ。

## シングル

### Smile☆Revolution
2015年8月26日発売。表題曲「Smile☆Revolution」はテレビアニメ『洲崎西 THE ANIMATION』の主題歌に使用された。初回生産特典盤（SZNM-001）、通常盤（SZNM-002）、アニメ盤（SZNM-003）の3バージョン。
収録曲（初回生産特典盤、通常盤）
1. Smile☆Revolution
  - 作詞 - 漆野淳哉、作・編曲 - 須田悦弘
  - テレビアニメ『洲崎西 THE ANIMATION』主題歌

2. ホップ・ステップ・ジャンプ！
3. AUNG
4. Smile☆Revolution（off vocal ver.）
5. ホップ・ステップ・ジャンプ！（off vocal ver.）
6. AUNG（off vocal ver.）

収録曲（アニメ盤）
1. Smile☆Revolution
2. ホップ・ステップ・ジャンプ！
3. Smile☆Revolution（off vocal ver.）
4. ホップ・ステップ・ジャンプ！（off vocal ver.）

## アルバム

### Hi!!
2015年11月6日発売。ライブイベント「洲崎西 SUPER LIVE」に向けてのオリジナルフルアルバム。シングル曲『Smile☆Revolution』をはじめ、全10曲が収録される。また、洲崎と西の写真が入った16ページブックレットに加え、本アルバムのジャケット撮影メイキングを収録したDVDが同梱される。加えて、初回封入特典として前述「洲崎西 SUPER LIVE」のCD先行抽選申込券も用意される。
本アルバムのタイトル『Hi!!』はDJCDで訪れた兵庫（Hyogo）、石川（Ishikawa）の頭文字をとってつけられた。
収録曲
1. Start Line
2. YELL
3. Destination
4. My Way
5. Believing
6. ドラマみたいなLIFEしたい
7. Smile☆Revolution
  - テレビアニメ『洲崎西 THE ANIMATION』主題歌

8. Dear My Boy
9. 心に仮面系女子
10. 永遠のプリズム

## SEASIDE LIVE FES関連アルバム

### 洲崎西 MUSIC CLIP～SEASIDE LIVE FES 2014〜
2014年12月3日発売。オーディオCDとラジオCDの2枚組。オーディオCD（Disk 1）にはイベント「SEASIDE LIVE FES 2014」に向け制作された楽曲が収録され、同イベント他出演者とのコンピレーションアルバムの形式になっている。ラジオCD（Disk 2）には過去放送（第53回 - 第60回）が収録されている。
収録曲（Disk 1）
特記なき限り、歌は洲崎西（洲崎綾、西明日香）。
1. Happy New World
2. 10年後に愛を届けよう
3. G.F.Y.D
4. 弱虫コンプレックス
5. New Horizon
  - 歌 - 中村繪里子、田村睦心、洲崎綾、西明日香、内田彩、浅倉杏美、巽悠衣子、大橋彩香
  - 『SEASIDE LIVE FES 2014』テーマソング

### 洲崎西 MUSIC FLAVORS〜SEASIDE LIVE FES 2015〜
2015年12月4日発売。オーディオCDとラジオCDの2枚組。オーディオCD（Disk 1）にはイベント「SEASIDE LIVE FES 2015」に向け制作された楽曲が収録され、同イベント他出演者とのコンピレーションアルバムの形式になっている。ラジオCD（Disk 2）には過去放送（第100回 - 第107回）が収録されている。また、2016年2月14日に開催される「SEASIDE WINTER FESTIVAL 2016」の先行抽選申込券が封入される。
収録曲（Disk 1）
特記なき限り、歌は洲崎西（洲崎綾、西明日香）。
1. Polar Star
2. 誰のためでもなく
3. Double Rainbow
4. Dream Power
5. Thank You For Being You
  - 歌 - 洲崎綾、西明日香、内田彩、浅倉杏美、巽悠衣子、大橋彩香、佳村はるか、橋本ちなみ、田丸篤志、内田雄馬
  - 『SEASIDE LIVE FES 2015』テーマソング

### 洲崎西 MUSIC HOURS〜SEASIDE LIVE FES 2016〜
2016年11月5日発売。オーディオCDとラジオCDの2枚組。オーディオCD（Disk 1）にはイベント「SEASIDE LIVE FES 2016」に向け制作された楽曲が収録され、同イベント他出演者とのコンピレーションアルバムの形式になっている。ラジオCD（Disk 2）には過去放送（第134回 - 第141回）が収録されている。
収録曲（Disk 1）
特記なき限り、歌は洲崎西（洲崎綾、西明日香）。
1. 壮絶☆ハイテンション
2. Pan Paca Pan
3. 甘くて苦いチョコレート
4. Hare↑Bare↓＝グッドチョイス
5. Blessing the Sky
  - 歌 - 洲崎綾、西明日香、内田彩、浅倉杏美、巽悠衣子、大橋彩香、田丸篤志、内田雄馬、照井春佳、諏訪彩花
  - 『SEASIDE LIVE FES 2016』テーマソング

### 洲崎西 SEASIDE LIVE FES 2017〜RAINBOW〜
2017年11月8日発売。オーディオCDとラジオCDの2枚組。オーディオCD（Disk 1）にはイベント「SEASIDE LIVE FES 2017」に向け制作された楽曲が収録され、同イベント他出演者とのコンピレーションアルバムの形式になっている。ラジオCD（Disk 2）には過去放送（第168回 - 第175回）が収録されている。
収録曲（Disk 1）
特記なき限り、歌は洲崎西（洲崎綾、西明日香）。
1. Gift
2. 幸せの居場所
3. Give me music
4. 晴れ＾＾トキドキ；；涙
5. Sweet December
  - 歌 - 洲崎綾、西明日香、巽悠衣子、大橋彩香、田丸篤志、内田雄馬、照井春佳、諏訪彩花、高田憂希、松田颯水
  - 『SEASIDE LIVE FES 2017』テーマソング

## ラジオCD

### 洲崎西DJCD vol.1 〜熱海で（に）恋してアッチッチ〜
2013年11月5日発売。新規収録オーディオCDと過去放送（第1回 - 第13回）MP3CDの2枚組。
新規収録には、熱海の観光、初島でのバーベキューといったロケ企画が含まれる。

### 洲崎西カウントダウンCD（2013年年末 - 2014年年始）
2013年12月29日発売。洲崎と西とともにカウントダウンをして年越しを迎えることが出来るCD。

### 洲崎西DJCD vol.2 〜QRでゆみりんとうっふっふ♥〜
2014年5月16日発売。新規収録オーディオCDと過去放送（第14回 - 第26回）MP3CDの2枚組。
新規収録では番組初ゲストとして内山夕実を迎える。

### 洲崎西DJCD vol.3 〜あすかと兵庫でひょっひょっひょ〜
2014年8月24日先行発売、2014年9月10日発売。新規収録オーディオCDと過去放送（第27回 - 第39回）MP3CDの2枚組。
ロケ企画では、西の地元・兵庫県の観光名所を巡り、ご褒美を賭けて行く先々でスタッフから出題される指令にチャレンジする。

### 洲崎西DJCD vol.4 〜あやっぺと石川でいっしっし〜
2014年8月24日先行発売、2014年9月10日発売。新規収録オーディオCDと過去放送（第40回 - 第52回）MP3CDの2枚組。
ロケ企画では、洲崎の地元・石川県の観光名所を巡り、ご褒美を賭けて行く先々でスタッフから出題される指令にチャレンジする。

### 洲崎西カウントダウンCD（2014年年末 - 2015年年始）
2014年12月28日先行発売、2015年1月17日発売。
洲崎と西とともにカウントダウンをして年越しを迎えることが出来るCD。

### 洲崎西DJCD vol.5 〜島根でふたりでしっぽっぽ♥〜
2014年12月30日先行発売、2015年1月17日発売。新規収録オーディオCDと過去放送（第61回 - 第73回）MP3CD、映像特典DVDの3枚組。
DVDにはロケ地・島根で撮影した映像企画が収録されている。

### 洲崎西DJCD vol.6 〜新潟で田丸がガッタッタ〜
2015年4月1日発売。新規収録オーディオCDと過去放送（第74回 - 第86回）MP3CD、映像特典DVDの3枚組。
新潟県での、ロケ初ゲスト・田丸篤志とのロケの模様が収録されている。

### 洲崎西DJCD vol.7 〜沖縄でうちなんちゅとチュッチュッチュ♡〜
2015年8月15日発売。新規収録オーディオCDと過去放送（第87回 - 第99回）MP3CD、映像特典DVDの3枚組。
ロケ地、沖縄県で撮影した映像企画が収録されている。

### 洲崎西カウントダウンCD2015
2015年12月27日先行発売、2016年1月9日発売。
洲崎と西とともにカウントダウンをして年越しを迎えることが出来るCD。

### 洲崎西DJCD vol.8 〜群馬で植木がぐぅ〜ぐぅぐぅ〜
2016年2月26日発売。新規収録オーディオCDと過去放送（第108回 - 第120回）MP3CD、映像特典DVDの3枚組。
ロケ地、群馬県で撮影した映像企画が収録されている。

### 洲崎西DJCD vol.9 〜岐阜でるるきゃんと明日香がぎっぎっぎ〜
2016年7月6日発売。新規収録オーディオCDと過去放送（第121回 - 第133回）MP3CD、映像特典DVDの3枚組。
岐阜県での、ゲスト・佳村はるかとのロケの模様が収録されている。

### 洲崎西カウントダウンCD2016
2016年12月24日先行発売 、2016年12月26日発売。
洲崎と西とともにカウントダウンをして年越しを迎えることが出来るCD。

### 洲崎西DJCD vol.10 〜ザ・ベリー・ベスト・オブ・洲崎西〜
2017年2月25日発売。新規収録オーディオCDと過去放送（第142回 - 第154回）MP3CD、映像特典DVDの3枚組。
ロケ地、山梨県で撮影した映像企画が収録されている。

### 洲崎西DJCD vol.11 〜熊本でくまモンに会いたくて悶々〜
2017年8月11日発売
。新規収録オーディオCDと過去放送（第155回 - 第167回）MP3CD、映像特典DVDの3枚組。
ロケ地、熊本県で撮影した映像企画が収録されている。

### 洲崎西カウントダウンCD2017
2017年12月9日発売。
洲崎と西とともにカウントダウンをして年越しを迎えることが出来るCD。